# Malewiebamani
Malewiebamani foi o Vigésimo Rei da Dinastia Napata do Reino de Cuxe que governou de 463 a 435 a.C.,  foi o sucessor de Nasakhma. Após seu entronamento tomou o nome real de Kheperkare (Ra é aquele cujo Ka é manifesto) 

## Histórico
Malewiebamani (também grafado Malawiebamani, Malowijebamani ou Maluibamen) foi filho de Nasakhma com Sakataye.  Casou-se com Akhasan,  com quem teve  Amanineteyerike,  Baskakeren  e Herinutarakamani. 
Pouco se sabe sobre os acontecimentos de seu reinado. Mas nessa época o Egito continuava com a insurreição contra o o Império Aquemênida (Persa), liderada por Inaro, que com a ajuda de tropas e navios atenienses, conseguiu vencer em 460 a.C. o primeiro contingente persa enviado para reprimi-lo, até ser finalmente derrotado pelo segundo contingente comandado por Megabizo II em torno de 456 a.C..  
Foi por essa época, por volta de 450 a.C., que Heródoto visitou o Egito, que ainda estava sob domínio persa. Que apesar de não ter passado de Elefantina (Assuão), próximo da primeira catarata, Heródoto comenta brevemente em vários capítulos sobre os etíopes, como os núbios de Cuxe eram conhecidos pelos antigos gregos, sobre suas terras e costumes, e um pouco mais sobre seu domínio sobre o Egito na época de Xabaca. 
Malewiebamani morreu em 435 a.C. e foi sucedido por seu irmão Talakhamani. Nasakhma foi enterrado na necrópole de Nuri na pirâmide nº 11.   Sua viúva posteriormente casou-se com Talakhamani e foi enterrada na piramide nº 32 de Nuri. 